# Physciella nepalensis
Physciella nepalensis är en lavart som först beskrevs av Poelt, och fick sitt nu gällande namn av Essl. Physciella nepalensis ingår i släktet Physciella och familjen Physciaceae.   Inga underarter finns listade i Catalogue of Life.